# Anchusa montelinasana
Anchusa montelinasana är en strävbladig växtart som beskrevs av Angius, Pontec. och Selvi. Anchusa montelinasana ingår i släktet oxtungor, och familjen strävbladiga växter. Inga underarter finns listade i Catalogue of Life.